# Джерело «Вербичка»
Джерело́ «Верби́чка» — гідрологічна пам'ятка природи в Україні. Об'єкт природно-заповідного фонду Вінницької області. 
Розташована в межах Вінницького району Вінницька область, в селі Юзвин. 
Площа 0,01 га. Статус надано згідно з рішенням облвиконкому від 18.08.1983 року № 384. Перебуває у віданні Некрасовської сільської ради. 
Статус надано з метою збереження потужного джерела, яке живить річку Тепличку (притока Рівця). 